# 低密度脂蛋白受體
低密度脂蛋白受體（Low-Density Lipoprotein (LDL) Receptor），又稱LDL受體，為一種膜鑲嵌式蛋白質，全長有839個胺基酸（扣掉21胺基酸長的訊息肽）。本受體調控低密度脂蛋白（LDL）的胞吞作用。此種受體專門辨認LDL顆粒上的B100脂蛋白，也可辨認乳糜微粒殘體及中間密度脂蛋白（IDL，極低密度脂蛋白的殘體）上的Apo E。人體LDL受體的基因編碼為LDLR基因。屬於低密度脂蛋白受體家族。
Michael S. Brown和Joseph L. Goldstein即因發現LDL受體，以及其與膽固醇代謝的關係，而獲得1985年諾貝爾生理醫學獎。

## 臨床價值
LDL與粥狀動脈硬化有直接的關係，可能會導致心血管疾病。

## 功能
LDL-膽固醇會和銜接蛋白（adaptin）結合，並在細胞膜中格形蛋白（clathrin）圍住的孔洞中，與LDL受體結合成「LDL受體複合物」。此時，格形蛋白會將LDL-膽固醇吞噬入細胞內，形成囊泡。

## 突變
LDL受體的突變大約分為五大類：
- 1类: LDLR没有完全合成.

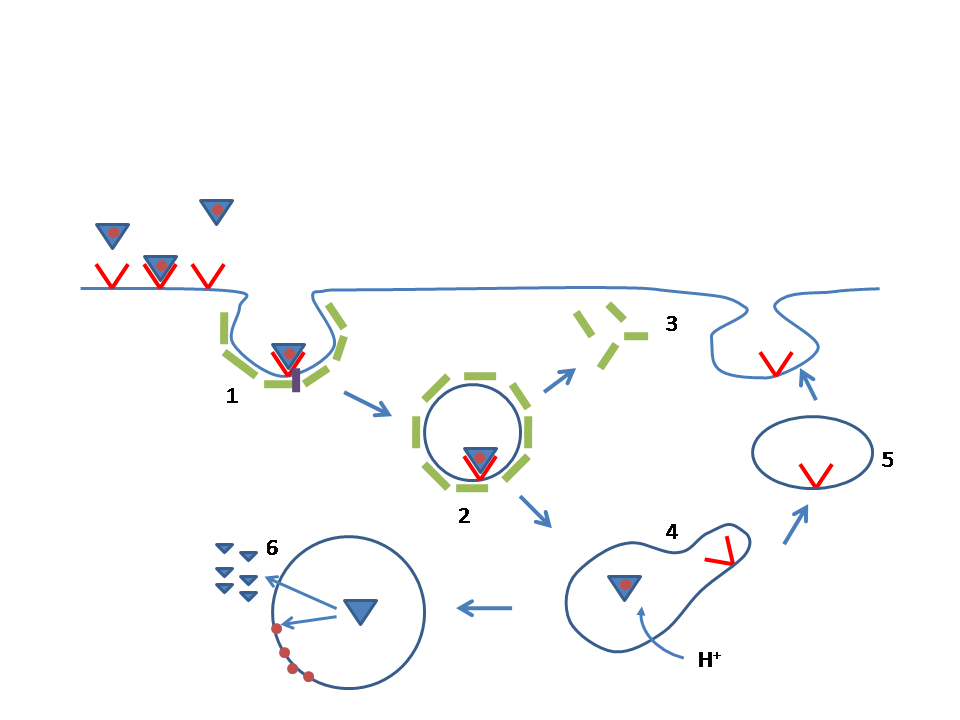
LDLR途径

- 2类: LDLR没有正常地从内质网转运至高尔基体并在细胞表面表达。
- 3类: LDLR没有正常地在细胞表面与LDL结合，因为载脂蛋白B100（R3500Q）或LDL-R内部有缺陷。
- 4类: LDLR与LDL结合时没有正常地聚集在网格蛋白包被进行受体介导的内吞作用（途径中的步骤2）。
- 5类: LDLR没有被正常地回收至细胞表面（途径中的步骤5）。

## 延伸閱讀
- Brown MS, Goldstein JL. . Proc. Natl. Acad. Sci. U.S.A. 1979, 76 (7): 3330–7. PMC 383819 . PMID 226968. doi:10.1073/pnas.76.7.3330.
- Hobbs HH, Brown MS, Goldstein JL. . Hum. Mutat. 1993, 1 (6): 445–66. PMID 1301956. doi:10.1002/humu.1380010602.
- Fogelman AM, Van Lenten BJ, Warden C;  et al. . J. Cell Sci. Suppl. 1989, 9: 135–49. PMID 2855802.
- Barrett PH, Watts GF. . Atherosclerosis. Supplements. 2002, 2 (3): 1–4. PMID 11923121. doi:10.1016/S1567-5688(01)00012-5.
- May P, Bock HH, Herz J. . Sci. STKE. 2003, 2003 (176): PE12. PMID 12671190. doi:10.1126/stke.2003.176.pe12.
- Gent J, Braakman I. . Cell. Mol. Life Sci. 2004, 61 (19-20): 2461–70. PMID 15526154. doi:10.1007/s00018-004-4090-3.

## 外部連結
- Description of LDL receptor pathway at the Brown - Goldstein Laboratory webpage（页面存档备份，存于）
- 醫學主題詞表（MeSH）：LDL+Receptor